# ROSR
ROSR is de afkorting van het Reglement onderzoek schepen op de Rijn 1995 en het reglement is algemeen onder de afkorting bekend. Het werd opgesteld onder de bevoegdheid van de Centrale Commissie voor de Rijnvaart, en wel op basis van de artikelen 1 en 22 van de Akte van Mannheim. Het reglement geeft voorschriften voor de technische eisen die aan binnenschepen en zeeschepen worden gesteld om in het Rijnstroomgebied te mogen varen. Het eerste Reglement is van 1905 en steeds gemoderniseerd om aan te blijven sluiten bij de technische ontwikkeling. Het is daartoe in het verleden meerdere keren geheel herzien. De laatste grote herzieningen dateren van 1976, 1995 en 2006. De CCR heeft haar zetel in Straatsburg.
Het reglement is van toepassing op: 
- schepen met een lengte van 20 m of meer;
- schepen waarvan het volume, berekend uit het product L * B * T, 100 m³ of meer bedraagt.
- op alle sleep- en duwboten die zijn bestemd om schepen of drijvende werktuigen te slepen, te duwen of langszij gekoppeld mee te voeren;
- op alle schepen die beschikken over een certificaat van goedkeuring als bedoeld in het ADNR;
- op alle passagiersschepen;
- op alle drijvende werktuigen.

Er worden eisen in geformuleerd met betrekking tot: 
- Scheepsbouwkundige eisen
- Veiligheidsafstand, vrijboord en diepgangsschalen
- Manoeuvreereigenschappen
- Stuurinrichtingen
- Stuurhuis
- Werktuigbouwkundige eisen
- Elektrische installaties
- Uitrusting
- Verblijven
- Vloeibaargasinstallaties voor huishoudelijk gebruik
- Bijzondere bepalingen voor passagiersschepen
- Bijzondere bepalingen voor vaartuigen die zijn bestemd om deel uit te maken van een duwstel, een sleep of een gekoppeld samenstel
- Bijzondere bepalingen voor drijvende werktuigen

- Bijzondere bepalingen voor schepen bestemd voor bouwwerkzaamheden
- Bijzondere bepalingen voor zeeschepen
- Bijzondere bepalingen voor pleziervaartuigen
- Stabiliteit van schepen die containers vervoeren
- Bemanning, op het ROSR zijn o.a. het vaartijdenboek en het dienstboekje gebaseerd.